# Fall in Love (Craig Xen)
Fall in Love è un singolo del rapper statunitense Craig Xen pubblicato il 15 settembre 2019.

## Tracce
1. Fall in Love – 2:30